# Pterospermum elmeri
Pterospermum elmeri är en malvaväxtart som beskrevs av Elmer Drew Merrill. Pterospermum elmeri ingår i släktet Pterospermum och familjen malvaväxter. Inga underarter finns listade i Catalogue of Life.